# Андерсон Арройо
Андерсон Арройо (ісп. Anderson Arroyo, нар. 17 вересня 1999, Кібдо) — колумбійський футболіст, захисник клубу «Гент».

## Клубна кар'єра
Народився 17 вересня 1999 року в місті Кібдо. Вихованець футбольної школи клубу «Форталеса». 19 листопада 2015 року в матчі проти «Депортіво Перейра» він дебютував у Прімері Б у віці 16 років. За підсумками сезону Андерсон допоміг клубу вийти в еліту. 18 лютого 2016 року в матчі проти «Депортіво Калі» він дебютував у вищому дивізіоні країни, де загалом за сезон провів 8 ігор, але команда знову понизилась у класі.
На початку 2018 року Арройо перейшов у англійський «Ліверпуль». Відразу ж для отримання ігрової практики Андресон був відданий в оренду в іспанську «Мальорку» на півтора року, втім грав виключно за резервну команду «Мальорка Б» у Терсері, тому вже в кінці першого сезону покинув команду. Після цього теж на правах оренди був відданий в бельгійський «Гент», але і тут за першу команду не грав.

## Виступи за збірні
2015 року у складі юнацької збірної Колумбії Арройо взяв участь у юнацькому чемпіонаті Південної Америки в Парагваї. На турнірі він взяв участь у семи матчах.
З 2017 року залучався до складу молодіжної збірної Колумбії до 20 років. У її складі брав участь у молодіжному чемпіонаті Південної Америки в 2017 році, зігравши у восьми іграх, а також потрапив у заявку команди на молодіжний чемпіонат світу 2019 року.

## Статистика виступів

### Статистика клубних виступів
| Сезон                 | Команда               | Чемпіонат             | Чемпіонат | Чемпіонат | Національний кубок | Національний кубок | Національний кубок | Континентальні кубки | Континентальні кубки | Континентальні кубки | Інші змагання | Інші змагання | Інші змагання | Усього | Усього |
| Сезон                 | Команда               | Ліга                  | Ігор      | Голів     | Ліга               | Ігор               | Голів              | Ліга                 | Ігор                 | Голів                | Ліга          | Ігор          | Голів         | Ігор   | Голів  |
| --------------------- | --------------------- | --------------------- | --------- | --------- | ------------------ | ------------------ | ------------------ | -------------------- | -------------------- | -------------------- | ------------- | ------------- | ------------- | ------ | ------ |
| 2015                  | «Форталеса»           | ПБ (ІІ)               | 2         | 0         | КК                 | 0                  | 0                  | -                    | -                    | -                    | -             | -             | -             | 2      | 0      |
| 2016                  | «Форталеса»           | A                     | 8         | 0         | КК                 | 4                  | 0                  | -                    | -                    | -                    | -             | -             | -             | 12     | 0      |
| 2017                  | «Форталеса»           | ПБ (ІІ)               | 4         | 0         | КК                 | 4                  | 0                  | -                    | -                    | -                    | -             | -             | -             | 8      | 0      |
| Усього за «Форталесу» | Усього за «Форталесу» | Усього за «Форталесу» | 14        | 0         |                    | 8                  | 0                  |                      | -                    | -                    |               | -             | -             | 22     | 0      |
| 2018–19               | «Гент»                | ЛЖ                    | 0         | 0         | КБ                 | 0                  | 0                  | ЛЄ                   | -                    | -                    | -             | -             | -             | 0      | 0      |
| Усього за кар'єру     | Усього за кар'єру     | Усього за кар'єру     | 14        | 0         |                    | 8                  | 0                  |                      | -                    | -                    |               | -             | -             | 22     | 0      |